# 13114 Isabelgodin
13114 Isabelgodin è un asteroide della fascia principale. Scoperto nel 1993, presenta un'orbita caratterizzata da un semiasse maggiore pari a 2,7957531 UA e da un'eccentricità di 0,0351050, inclinata di 12,06804° rispetto all'eclittica.